# Syzygium khaoyaiense
Syzygium khaoyaiense är en myrtenväxtart som först beskrevs av Chantaranothai och John Adrian Naicker Parnell, och fick sitt nu gällande namn av Lyndley Alan Craven och Edward Sturt Biffin. Syzygium khaoyaiense ingår i släktet Syzygium och familjen myrtenväxter. Inga underarter finns listade i Catalogue of Life.